# モンテフェルチーノ
モンテフェルチーノ（伊: Montefelcino）は、イタリア共和国マルケ州ペーザロ・エ・ウルビーノ県にある、人口約2,500人の基礎自治体（コムーネ）。

## 地理

### 位置・広がり
ペーザロ・エ・ウルビーノ県のコムーネ。ウルビーノから東へ16km、ペーザロから南南西へ20kmの距離にある。

#### 隣接コムーネ
隣接するコムーネは以下の通り。
- コッリ・アル・メタウロ
- フォッソンブローネ
- イーゾラ・デル・ピアーノ
- ペーザロ
- ペトリアーノ
- サンティッポーリト
- ウルビーノ

### 気候分類・地震分類
モンテフェルチーノにおけるイタリアの気候分類 (it) および度日は、zona E, 2282 GGである。
また、イタリアの地震リスク階級 (it) では、zona 2 (sismicità media) に分類される。

## 行政

### 分離集落
以下の分離集落（フラツィオーネ）がある。
- Casa Rotonda, Fontecorniale, Monteguiduccio, Montemontanaro, Ponte degli Alberi, Sterpeti, Villa Palombara, Ville, Valzangona